# N540 (België)
De N540 is een gewestweg in België bij Opzullik tussen N7 en N57. De weg heeft een lengte van ongeveer 3 kilometer.
De gehele weg heeft twee rijstroken in beide rijrichtingen samen.